# Dekanat Raniżów
Dekanat Raniżów – jeden z 25 dekanatów w rzymskokatolickiej diecezji sandomierskiej.

## Historia
W 1949 roku bp Franciszek Barda utworzył dekanat raniżowski z wydzielonego terytorium dekanatu głogowskiego. W skład nowego dekanatu weszły parafie: Dzikowiec, Majdan Królewski, Mazury, Nart Nowy, Przewrotne, Raniżów, Spie, Widełka w Wola Raniżowska, a pierwszym dziekanem został ks. Stanisław Stępień. Kolejnymi dziekami byli: ks. Stanisław Sudoł, ks. Wojciech Szpytma, Władysław Włodarczyk.

## Parafie
W skład dekanatu wchodzi 11 parafii:
- parafia św. Mikołaja – Dzikowiec
- parafia Świętej Rodziny – Huta Komorowska
- parafia Najświętszej Maryi Panny Matki Kościoła – Komorów
- parafia Niepokalanego Serca Najświętszej Maryi Panny – Kopcie
- parafia Matki Bożej Nieustającej Pomocy – Krzątka
- parafia Matki Bożej Pocieszenia – Lipnica
- parafia św. Bartłomieja Apostoła – Majdan Królewski
- parafia Wniebowzięcia Najświętszej Maryi Panny – Raniżów
- parafia św. Michała Archanioła – Spie
- parafia św. Wojciecha – Wola Raniżowska
- parafia św. Józefa Robotnika – Wola Rusinowska

## Sąsiednie dekanaty
Baranów Sandomierski, Głogów Małopolski (diec. rzeszowska), Kolbuszowa (diec. rzeszowska), Nisko, Rudnik nad Sanem, Sokołów Małopolski (diec. rzeszowska), Nowa Dęba, Tarnobrzeg.